# Hospital do Oeste
O Hospital do Oeste (HO) é um hospital brasileiro que atende toda a região do oeste da Bahia, como também alguns municípios dos estados do Piauí,  Maranhão, Goiás, Tocantins e do Vale do São Francisco. Localizado estratégicamente em Barreiras, que é a principal cidade da região, a unidade de saúde foi fundada no dia 26 de junho de 2006 e serve como unidade reguladora do SUS, além de sediar a maternidade municipal de Barreiras.
Por mês são realizados cerca de 8.400 atendimentos de emergência, 60 mil procedimentos ambulatoriais e mais de 300 cirurgias. O Hospital do Oeste tem se destacado nos últimos anos na geração de serviços até então inexistentes na região, consolidando uma posição de relevância em atendimento de alta complexidade.
Além de exames de laboratório e imagem, a unidade reúne em seu quadro de atendimento um total de 20 especialidades, incluindo Cirurgia Geral e Plástica Reparadora, Cirurgia Pediátrica, Neurocirurgia, Neurologia Adulta e Pediátrica, Nefrologia, Oftalmologia, Urologia, Otorrinolaringologia, Bucomaxilofacial, entre outras.